# Samuel Johnston
Samuel Johnston (Dundee, 1733. december 15. – Chowan megye, 1816. augusztus 17.) az Amerikai Egyesült Államok szenátora (Észak-Karolina, 1789–1793).